# Měřín
Měřín (německy Wollein) je městys na západě Moravy ležící v Kraji Vysočina v okrese Žďár nad Sázavou při dálnici D1 vzdálený 10 km severozápadně od Velkého Meziříčí a 22 km východně od Jihlavy. Žije zde přibližně 2 000 obyvatel.

## Místní části
- Měřín
- Pustina

## Název
Nejstarší doklady názvu vesnice kolísají mezi Miřín a Měřín. Místní jméno bylo odvozeno od osobního jména Miera (v mladší podobě Míra) či Měra (které buď mohlo být domáckou zkratkou jména Měroslav nebo být totožné s obecným miera – "míra"). Význam místního jména byl "Měrův/Mírův majetek". Německé jméno Wol(l)ein doložené poprvé 1679 je hláskově pozměněným pokračováním staršího nedoloženého českého jména, které snad znělo Volín nebo Volina (založeného na osobním jméně Vola a znamenajícího "Volův majetek" či "Volova ves"), ačkoli není vyloučeno, že ono jméno začínalo na Val-.

## Historie
První písemná zmínka o obci pochází z roku 1298, ale obec je jistě starší. Patřila benediktinům v Třebíči, kteří měli v Měříně proboštství. Roku 1402 se Měřín označuje jako městečko a ve znaku má tři mnišské kapuce (nikoli zuby, jak se někde píše). Po husitských válkách se statku zmocnili šlechtici, majitelé Velkého Meziříčí (páni z Kravař, Pernštejnové atd.). Po konfiskaci statek koupili Collaltové a připojili k Brtnici.
Od 10. října 2006 byl obci vrácen status městyse.

## Doprava
Územím obce prochází dálnice D1 s exitem 134. Na území obce zasahují i silnice II/348 v úseku Polná – Měřín; silnice II/349 v úseku Měřín – Svatoslav a silnice II/602 v úseku Velké Meziříčí – Měřín – Jihlava.
Silnice III. třídy jsou:
- III/3491 Pustina – II/349 – Chlumek
- III/3492 ze silnice II/349 na Geršov
- III/3518 Měřín – Kamenička
- III/35433 Měřín – Blízkov

## Pamětihodnosti
- Kostel svatého Jana Křtitele, stavba z první poloviny 13. století (hlavní hmota trojlodí včetně kvadratického chóru a západní portál). Datování souvisí s datováním baziliky v Třebíči, s níž stavba souvisí. Ve druhé polovině 14. století přistavěn chór, sakristie a mariánská kaple, kolem roku 1575 vymalovaná freskami. V letech 1722–1725 zvýšena věž a po požáru roku 1768 nově zaklenuto kněžiště. Nejcennější památkou je románský ústupkový portál se sloupky, hlavicemi a tympanonem, všechno velmi vysoké úrovně z doby kolem 1250.
- Kaple Panny Marie Sněžné snad z roku 1690.[6]
- Výklenková kaplička – poklona Panny Marie Bolestné
- Výklenková kaplička – poklona svaté Anny
- Boží muka

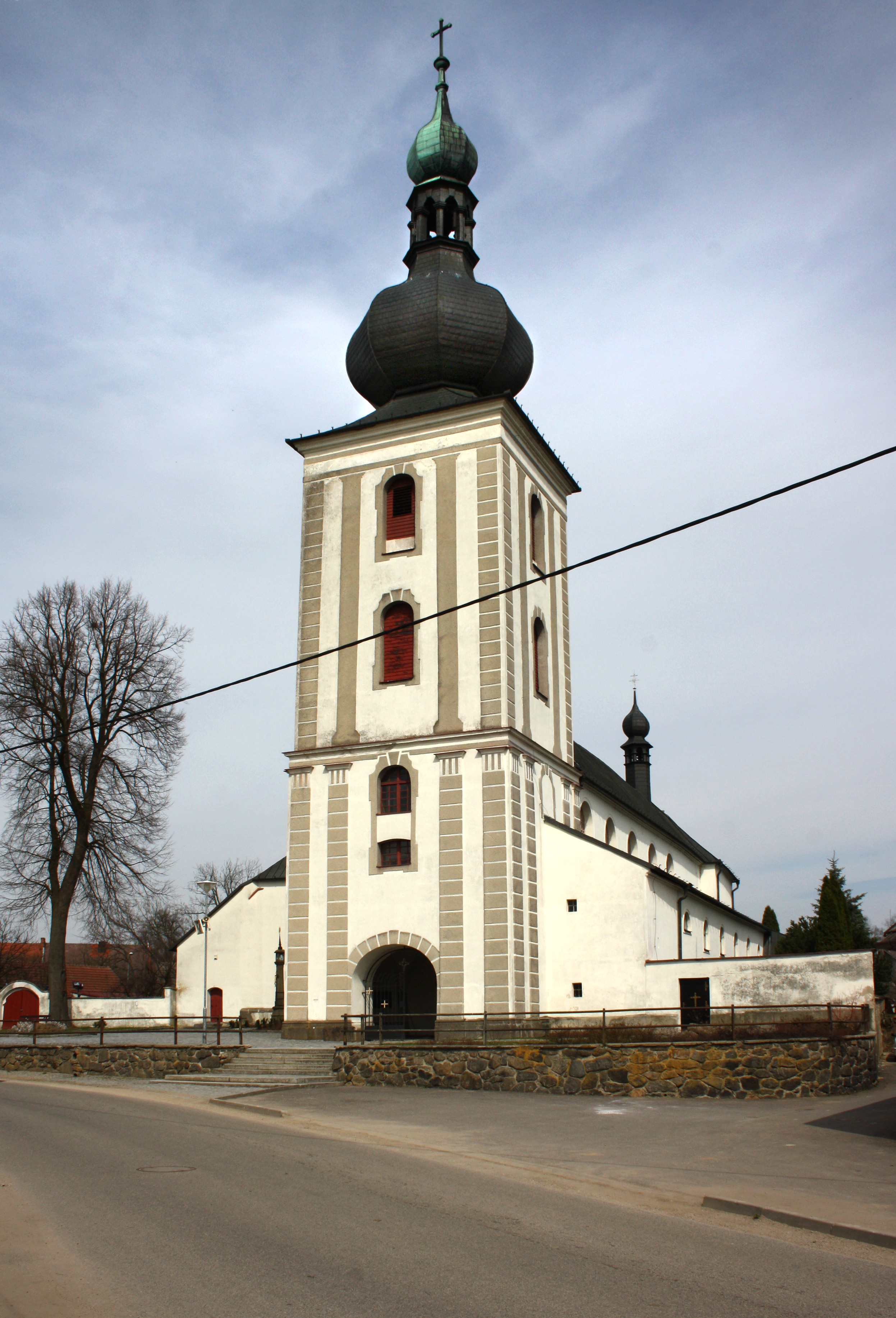
Kostel svatého Jana Křtitele
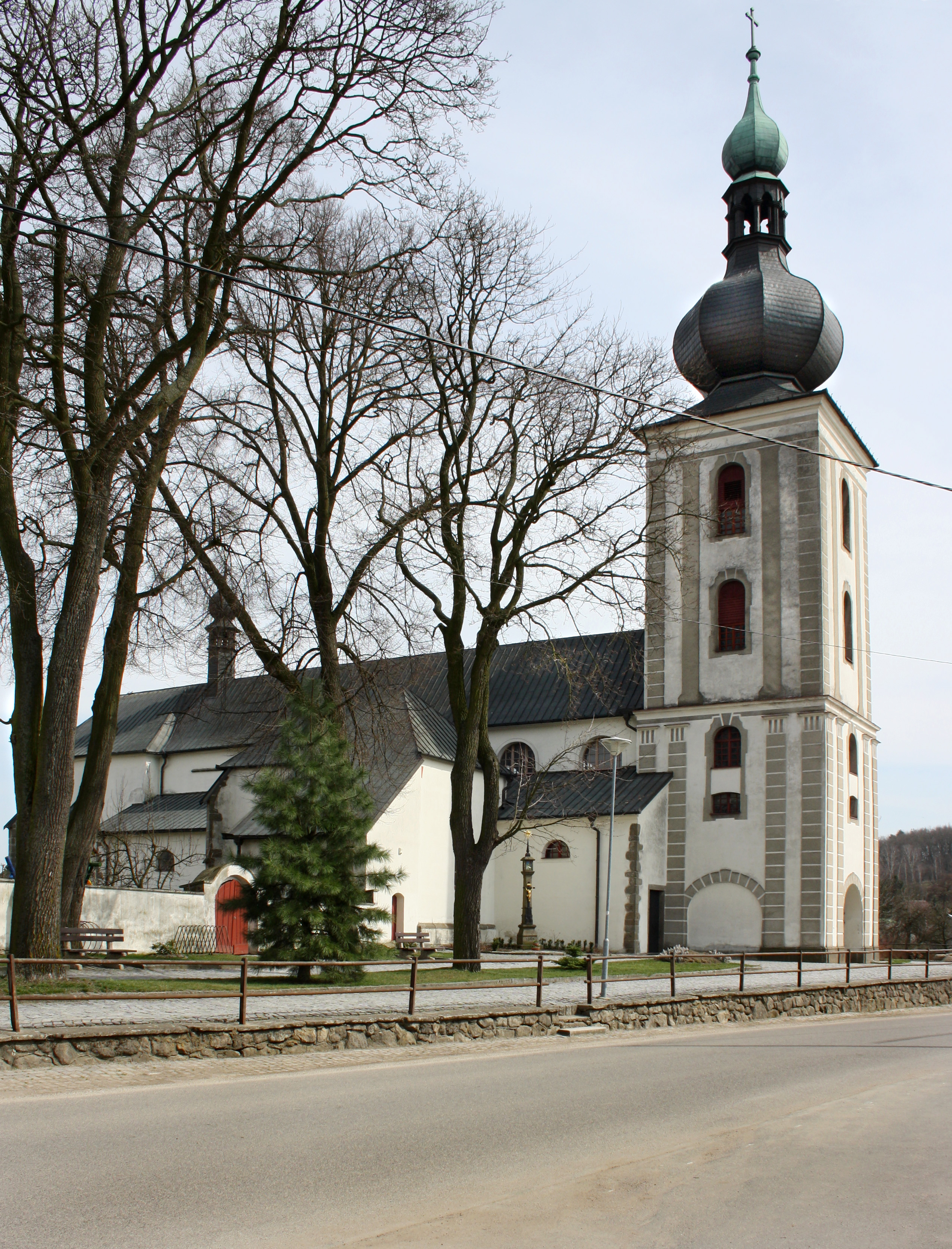
Kostel sv. Jana Křtitele od severu
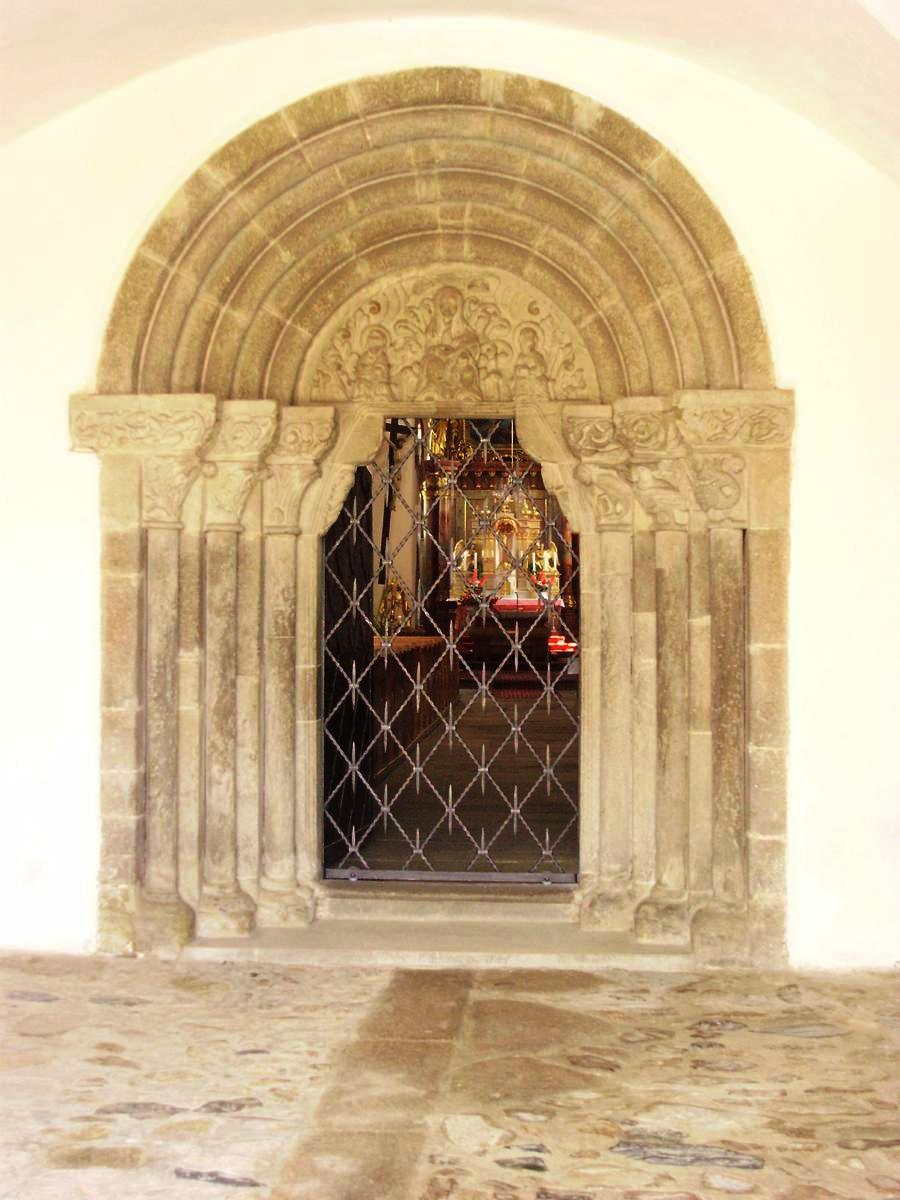
Západní portál

## Obyvatelstvo
| Rok            | 1869  | 1880  | 1890  | 1900  | 1910  | 1921  | 1930  | 1950  | 1961  | 1970  | 1980  | 1991  | 2001  | 2006  | 2013  |
| -------------- | ----- | ----- | ----- | ----- | ----- | ----- | ----- | ----- | ----- | ----- | ----- | ----- | ----- | ----- | ----- |
| Počet obyvatel | 1 669 | 1 831 | 1 712 | 1 747 | 1 664 | 1 578 | 1 592 | 1 501 | 1 582 | 1 638 | 1 768 | 1 859 | 1 909 | 1 930 | 1 954 |

## Školství
- Mateřská škola Měřín
- Základní škola Měřín

## Další fotografie

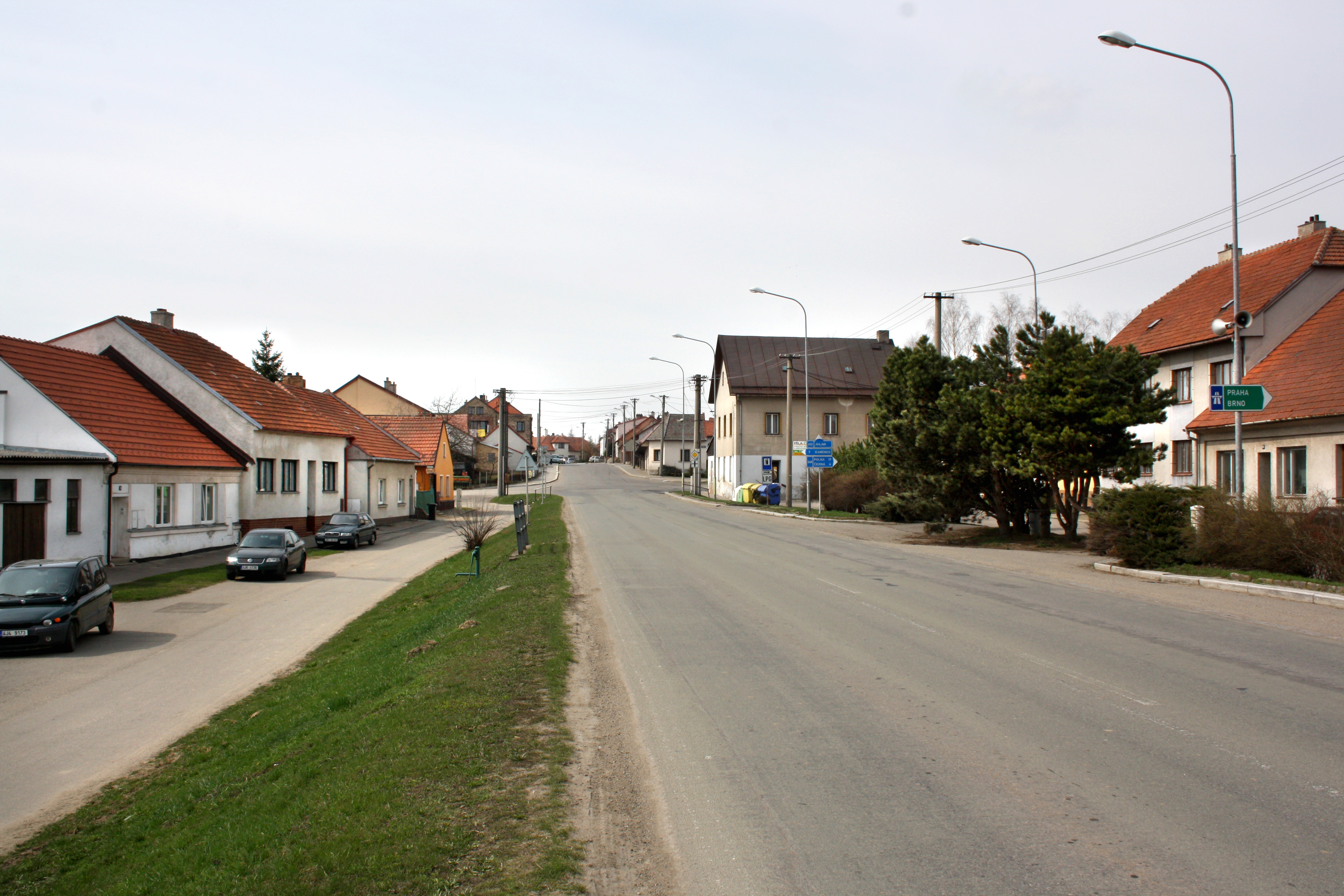
Hlavní ulice – silnice č. 602
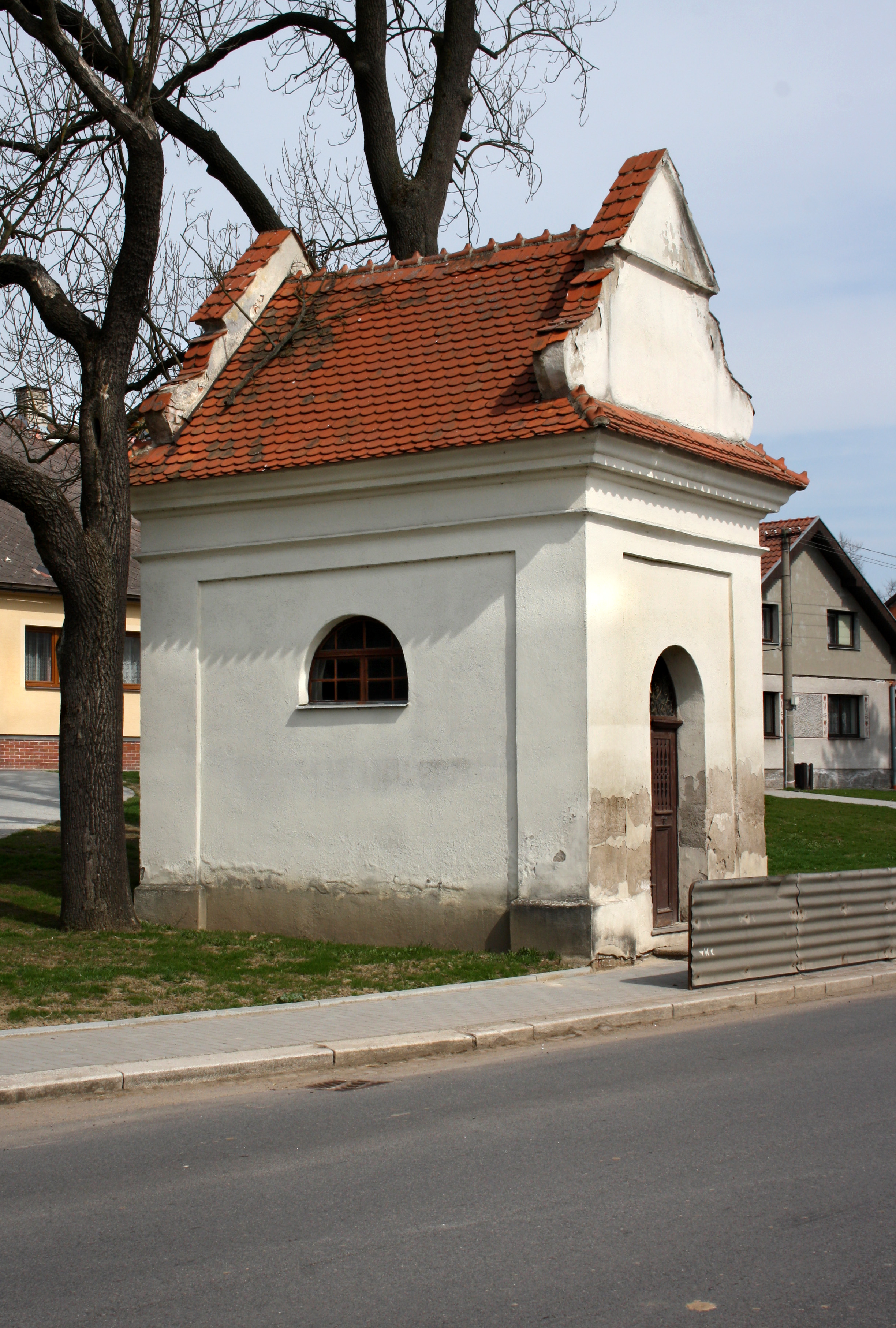
Kaplička na východě obce
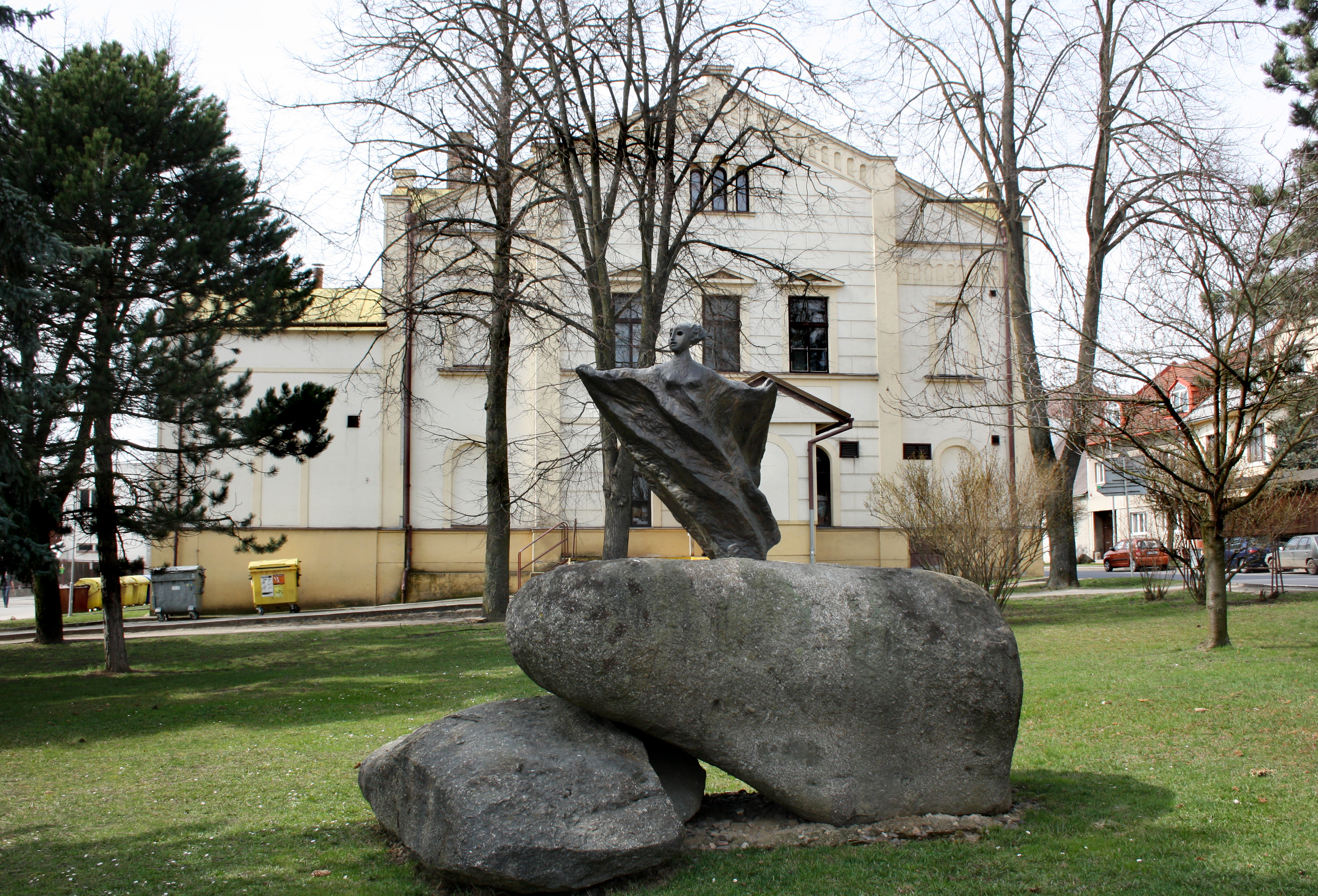
Plastika na náměstí